# FA Cup 1995/96
Der FA Cup 1995/96 war die 115. Austragung des weltweit ältesten Fußballpokalturniers; The Football Association Challenge Cup, oder kurz FA Cup. Der Pokalwettbewerb endete mit dem Finale im Wembley-Stadion am 11. Mai 1996. Der Sieger dieser Austragung war Manchester United.

## Kalender
| Runde                              | Datum             |
| ---------------------------------- | ----------------- |
| Vorrunde                           |                   |
| Erste Qualifikationsrunde          |                   |
| Zweite Qualifikationsrunde         |                   |
| Dritte Qualifikationsrunde         |                   |
| Vierte Qualifikationsrunde         |                   |
| Erste Hauptrunde                   | 11. November 1995 |
| Zweite Hauptrunde                  | 2. Dezember 1995  |
| Dritte Hauptrunde                  | 6. Januar 1996    |
| Vierte Hauptrunde                  | 27. Januar 1996   |
| Fünfte Hauptrunde                  | 17. Februar 1996  |
| Sechste Hauptrunde (Viertelfinale) | 8. März 1996      |
| Halbfinale                         | 31. März 1996     |
| Finale                             | 11. Mai 1996      |

## Modus
Kompletter Überblick bei: FA Cup
Der FA Cup wird in Runden ausgespielt. Teilnehmen kann jede Mannschaft, die ein bestimmtes Leistungsniveau hat und ein angemessenes Spielfeld besitzt. Gespielt wird i. d. R. nur mit einem Hinspiel. Bei Unentschieden findet ein Rückspiel statt. Endet das Rückspiel ebenfalls unentschieden geht das Spiel in Verlängerung bzw. Elfmeterschießen. Jeder Sieger erhält eine Prämie aus den Fernsehgeldern, die nach Runde gestaffelt ist.

## Hauptrunde

### Erste Hauptrunde
Die Spiele wurden zwischen dem 11. und 22. November 1995 ausgetragen. Die Wiederholungsspiele fanden am 21. und 22. November 1995 statt.
|                        | Ergebnis |                        |
| ---------------------- | -------- | ---------------------- |
| FC Blackpool           | 2:1      | Chester City           |
| AFC Bournemouth        | 0:0      | Bristol City           |
| FC Barnet              | 2:2      | FC Woking              |
| AFC Barrow             | 2:1      | Nuneaton Borough       |
| FC Burnley             | 1:3      | FC Walsall             |
| FC Bury                | 0:2      | Blyth Spartans         |
| FC Canvey Island       | 2:2      | Brighton & Hove Albion |
| AFC Rochdale           | 5:3      | Rotherham United       |
| Northwich Victoria     | 1:3      | Scunthorpe United      |
| Swindon Town           | 4:1      | Cambridge United       |
| FC Scarborough         | 0:2      | FC Chesterfield        |
| Shrewsbury Town        | 11:20    | FC Marine              |
| Stockport County       | 5:0      | Lincoln City           |
| Wycombe Wanderers      | 1:1      | FC Gillingham          |
| Kidderminster Harriers | 2:2      | Sutton United          |
| FC Fulham              | 7:0      | Swansea City           |
| FC Brentford           | 1:1      | Farnborough Town       |
| Northampton Town       | 1:0      | FC Hayes               |
| Bradford City          | 4:3      | Burton Albion          |
| Hull City              | 0:0      | FC Wrexham             |
| Carlisle United        | 1:2      | Preston North End      |
| Spennymoor United      | 0:1      | FC Colwyn Bay          |
| Hitchin Town           | 2:1      | Shepshed Dynamo        |
| FC Altrincham          | 0:2      | Crewe Alexandra        |
| Exeter City            | 0:1      | Peterborough United    |
| Bognor Regis Town      | 1:1      | Ashford Town           |
| Mansfield Town         | 4:2      | Doncaster Rovers       |
| FC Kingstonian         | 5:1      | Wisbech Town           |
| FC Runcorn             | 1:1      | Wigan Athletic         |
| Torquay United         | 1:0      | Leyton Orient          |
| York City              | 0:1      | Notts County           |
| Hereford United        | 2:1      | Stevenage Borough      |
| FC Newport IOW         | 0:0      | FC Enfield             |
| Gravesend & Northfleet | 2:0      | Colchester United      |
| Slough Town            | 0:2      | Plymouth Argyle        |
| Cinderford Town        | 2:1      | Bromsgrove Rovers      |
| Oxford United          | 9:1      | Dorchester Town        |
| Telford United         | 2:1      | Witton Albion          |
| Hartlepool United      | 2:4      | FC Darlington          |
| Rushden & Diamonds     | 1:3      | Cardiff City           |

Wiederholungsspiele
|                        | Ergebnis        |                        |
| ---------------------- | --------------- | ---------------------- |
| Bristol City           | 0:1             | AFC Bournemouth        |
| FC Woking              | 2:1             | FC Barnet              |
| Brighton & Hove Albion | 4:1             | FC Canvey Island       |
| FC Gillingham          | 1:0             | Wycombe Wanderers      |
| Sutton United          | 1:1 (3:1 i. E.) | Kidderminster Harriers |
| Farnborough Town       | 0:4             | FC Brentford           |
| FC Wrexham             | 0:0 (3:1 i. E.) | Hull City              |
| Ashford Town           | 0:1             | Bognor Regis Town      |
| Wigan Athletic         | 4:2             | FC Runcorn             |
| FC Enfield             | 2:1             | FC Newport IOW         |

### Zweite Hauptrunde
Die Spiele wurden am 2. und 3. Dezember 1995 ausgetragen. Die Wiederholungsspiele folgten vom 12. bis 14. Dezember des Jahres.
|                     | Ergebnis |                        |
| ------------------- | -------- | ---------------------- |
| FC Enfield          | 1:1      | FC Woking              |
| FC Blackpool        | 2:0      | FC Colwyn Bay          |
| AFC Bournemouth     | 0:1      | FC Brentford           |
| AFC Barrow          | 0:4      | Wigan Athletic         |
| AFC Rochdale        | 2:2      | FC Darlington          |
| FC Gillingham       | 3:0      | Hitchin Town           |
| Crewe Alexandra     | 2:0      | Mansfield Town         |
| Swindon Town        | 2:0      | Cardiff City           |
| FC Wrexham          | 3:2      | FC Chesterfield        |
| Stockport County    | 2:0      | Blyth Spartans         |
| FC Fulham           | 0:0      | Brighton & Hove Albion |
| Bradford City       | 2:1      | Preston North End      |
| Scunthorpe United   | 1:1      | Shrewsbury Town        |
| FC Kingstonian      | 1:2      | Plymouth Argyle        |
| Torquay United      | 1:1      | FC Walsall             |
| Hereford United     | 2:0      | Stockport County       |
| Peterborough United | 4:0      | Bognor Regis Town      |
| Cinderford Town     | 1:1      | Gravesend & Northfleet |
| Oxford United       | 2:0      | Northampton Town       |
| Telford United      | 0:2      | Notts County           |

Wiederholungsspiele
|                        | Ergebnis        |                   |
| ---------------------- | --------------- | ----------------- |
| FC Woking              | 2:1             | FC Enfield        |
| FC Darlington          | 0:1             | AFC Rochdale      |
| Brighton & Hove Albion | 0:0 (1:4 i. E.) | FC Fulham         |
| Shrewsbury Town        | 2:1             | Scunthorpe United |
| FC Walsall             | 8:4             | Torquay United    |
| Gravesend & Northfleet | 3:0             | Cinderford Town   |

### Dritte Hauptrunde
Die Spiele wurden am 6. und 7. Januar 1996 absolviert. Nötige Wiederholungsspiele wurden für den 16. bis 23. Januar angesetzt.
|                     | Ergebnis |                         |
| ------------------- | -------- | ----------------------- |
| FC Liverpool        | 7:0      | AFC Rochdale            |
| FC Southampton      | 3:0      | FC Portsmouth           |
| FC Watford          | 1:1      | FC Wimbledon            |
| FC Reading          | 3:1      | FC Gillingham           |
| FC Walsall          | 1:0      | Wigan Athletic          |
| Leicester City      | 0:0      | Manchester City         |
| Notts County        | 1:2      | FC Middlesbrough        |
| Aston Villa         | 3:0      | Gravesend & Northfleet  |
| Grimsby Town        | 7:1      | Luton Town              |
| Crewe Alexandra     | 4:3      | West Bromwich Albion    |
| Derby County        | 2:4      | Leeds United            |
| FC Everton          | 2:2      | Stockport County        |
| Swindon Town        | 2:0      | FC Woking               |
| Ipswich Town        | 0:0      | Blackburn Rovers        |
| Tranmere Rovers     | 0:2      | Queens Park Rangers     |
| FC Fulham           | 1:1      | Shrewsbury Town         |
| FC Barnsley         | 0:0      | Oldham Athletic         |
| West Ham United     | 2:0      | Southend United         |
| Manchester United   | 2:2      | AFC Sunderland          |
| Norwich City        | 1:2      | FC Brentford            |
| Plymouth Argyle     | 1:3      | Coventry City           |
| Bradford City       | 0:3      | Bolton Wanderers        |
| FC Millwall         | 3:3      | Oxford United           |
| Crystal Palace      | 0:0      | Port Vale               |
| FC Chelsea          | 1:1      | Newcastle United        |
| Huddersfield Town   | 2:1      | FC Blackpool            |
| Charlton Athletic   | 2:0      | Sheffield Wednesday     |
| FC Arsenal          | 1:1      | Sheffield United        |
| Hereford United     | 1:1      | Tottenham Hotspur       |
| Stoke City          | 1:1      | Nottingham Forest       |
| Peterborough United | 1:0      | FC Wrexham              |
| Birmingham City     | 1:1      | Wolverhampton Wanderers |

Wiederholungsspiele
|                         | Ergebnis |                   |
| ----------------------- | -------- | ----------------- |
| FC Wimbledon            | 1:0      | FC Watford        |
| Manchester City         | 5:0      | Leicester City    |
| Stockport County        | 2:3      | FC Everton        |
| Blackburn Rovers        | 0:1      | Ipswich Town      |
| Shrewsbury Town         | 2:1      | FC Fulham         |
| Oldham Athletic         | 2:1      | FC Barnsley       |
| AFC Sunderland          | 1:2      | Manchester United |
| Oxford United           | 1:0      | FC Millwall       |
| Port Vale               | 4:3      | Crystal Palace    |
| Newcastle United        | 2:2      | FC Chelsea        |
| Sheffield United        | 1:0      | FC Arsenal        |
| Tottenham Hotspur       | 5:1      | Hereford United   |
| Nottingham Forest       | 2:0      | Stoke City        |
| Wolverhampton Wanderers | 2:1      | Birmingham City   |

### Vierte Hauptrunde
Die Spiele fanden vom 27. Januar bis 18. Februar 1996 statt. Die erforderlichen Wiederholungsspiele wurden vom 7. bis 14. Februar ausgetragen.
|                     | Ergebnis |                         |
| ------------------- | -------- | ----------------------- |
| FC Southampton      | 1:1      | Crewe Alexandra         |
| FC Reading          | 0:3      | Manchester United       |
| Nottingham Forest   | 1:1      | Oxford United           |
| Bolton Wanderers    | 0:1      | Leeds United            |
| FC Middlesbrough    | 0:0      | FC Wimbledon            |
| FC Everton          | 2:2      | Port Vale               |
| Swindon Town        | 1:0      | Oldham Athletic         |
| Shrewsbury Town     | 0:4      | FC Liverpool            |
| Sheffield United    | 0:1      | Aston Villa             |
| Ipswich Town        | 1:0      | FC Walsall              |
| Tottenham Hotspur   | 1:1      | Wolverhampton Wanderers |
| Queens Park Rangers | 1:2      | FC Chelsea              |
| Coventry City       | 2:2      | Manchester City         |
| West Ham United     | 1:1      | Grimsby Town            |
| Huddersfield Town   | 2:0      | Peterborough United     |
| Charlton Athletic   | 3:2      | FC Brentford            |

Wiederholungsspiele
|                         | Ergebnis |                   |
| ----------------------- | -------- | ----------------- |
| Crewe Alexandra         | 2:3      | FC Southampton    |
| Oxford United           | 0:3      | Nottingham Forest |
| FC Wimbledon            | 1:0      | FC Middlesbrough  |
| Port Vale               | 2:1      | FC Everton        |
| Wolverhampton Wanderers | 0:2      | Tottenham Hotspur |
| Manchester City         | 2:1      | Coventry City     |
| Grimsby Town            | 3:0      | West Ham United   |

### Fünfte Hauptrunde
Die Begegnungen wurden am 17. bis 28. Februar 1996 ausgetragen. Die Wiederholungsspiele fanden zwischen dem 27. Februar bis 9. März statt.
|                   | Ergebnis |                   |
| ----------------- | -------- | ----------------- |
| FC Liverpool      | 2:1      | Charlton Athletic |
| Nottingham Forest | 2:2      | Tottenham Hotspur |
| Grimsby Town      | 0:0      | FC Chelsea        |
| Swindon Town      | 1:1      | FC Southampton    |
| Ipswich Town      | 1:3      | Aston Villa       |
| Manchester United | 2:1      | Manchester City   |
| Huddersfield Town | 2:2      | FC Wimbledon      |
| Leeds United      | 0:0      | Port Vale         |

Wiederholungsspiele
|                   | Ergebnis        |                   |
| ----------------- | --------------- | ----------------- |
| Tottenham Hotspur | 1:1 (1:3 i. E.) | Nottingham Forest |
| FC Chelsea        | 4:1             | Grimsby Town      |
| FC Southampton    | 2:0             | Swindon Town      |
| FC Wimbledon      | 3:1             | Huddersfield Town |
| Port Vale         | 1:2             | Leeds United      |

## Sechste Hauptrunde
Die Spiele fanden vom 9. bis 13. März 1996 statt. Die zwei Wiederholungsspiele fanden ihre Austragung am 20. März.
|                   | Ergebnis |                | Zuschauer |
| ----------------- | -------- | -------------- | --------- |
| FC Chelsea        | 2:2      | FC Wimbledon   | 30.805    |
| Leeds United      | 0:0      | FC Liverpool   | 24.632    |
| Manchester United | 2:0      | FC Southampton | 45.446    |
| Nottingham Forest | 0:1      | Aston Villa    | 21.067    |

Wiederholungsspiele
|              | Ergebnis |              | Zuschauer |
| ------------ | -------- | ------------ | --------- |
| FC Wimbledon | 1:3      | FC Chelsea   | -         |
| FC Liverpool | 3:0      | Leeds United | -         |

## Halbfinale
Die Spiele wurden am 31. März 1996 ausgetragen. Als Austragungsort diente der Villa Park in Birmingham für das Spiel Manchester gegen Chelsea. Liverpool und Aston Villa trafen im Old Trafford in Manchester aufeinander.
|                   | Ergebnis |             | Zuschauer |
| ----------------- | -------- | ----------- | --------- |
| FC Liverpool      | 3:0      | Aston Villa | 39.072    |
| Manchester United | 2:1      | FC Chelsea  | 38.421    |

## Finale
| Manchester United                                              | Manchester United | FC Liverpool | FC Liverpool | Aufstellung                                      |
| -------------------------------------------------------------- | --- | --- | ------------ | ------------------------------------------------ |
| Manchester United                                              | \| Samstag, 11. Mai 1996 um 15:00 Uhr in London (Wembley-Stadion) \| \| Ergebnis: 1:0 (0:0) \| \| Zuschauer: 79.007 \| \| Schiedsrichter: Dermot Gallagher \| \| Spielbericht \|                                                     | \| Samstag, 11. Mai 1996 um 15:00 Uhr in London (Wembley-Stadion) \| \| Ergebnis: 1:0 (0:0) \| \| Zuschauer: 79.007 \| \| Schiedsrichter: Dermot Gallagher \| \| Spielbericht \|                                       | FC Liverpool | Aufstellung Manchester United gegen FC Liverpool |
| Manchester United                                              | Peter Schmeichel – Denis Irwin, Gary Pallister, David May, Phil Neville – David Beckham (90. Gary Neville), Roy Keane, Nicky Butt, Ryan Giggs – Éric Cantona , Andy Cole (84. Paul Scholes) Cheftrainer: Alex Ferguson ( Schottland) | David James – John Scales, Mark Wright, Phil Babb, Jason McAteer – Rob Jones (86. Michael Thomas), Jamie Redknapp, John Barnes , Steve McManaman – Robbie Fowler, Stan Collymore (74. Ian Rush) Cheftrainer: Roy Evans | FC Liverpool | Aufstellung Manchester United gegen FC Liverpool |
| Manchester United                                              | 1:0 Éric Cantona (85.) | | FC Liverpool | Aufstellung Manchester United gegen FC Liverpool |
| Manchester United                                              | Phil Neville (69.) | Jamie Redknapp (40.), Phil Babb (60.) | FC Liverpool | Aufstellung Manchester United gegen FC Liverpool |
| Samstag, 11. Mai 1996 um 15:00 Uhr in London (Wembley-Stadion) | | |              |                                                  |
| Ergebnis: 1:0 (0:0)                                            | | |              |                                                  |
| Zuschauer: 79.007                                              | | |              |                                                  |
| Schiedsrichter: Dermot Gallagher                               | | |              |                                                  |
| Spielbericht                                                   | | |              |                                                  |